# 沃罗特涅茨
沃罗特涅茨（romanized: Vorotynets）是俄罗斯下诺夫哥罗德州的市级镇、沃罗特涅茨区行政中心，地处下诺夫哥罗德州东部，位于伏尔加河流域格列米亚奇卡河（Гремячка）畔，在州府下诺夫哥罗德东偏南方，东距下诺夫哥罗德州与马里埃尔共和国边界约13公里。
该地2021年人口有6,068人；2010年人口6,451；2002年人口6,719；1989年人口7,006。